# Allobarbital

Strukturformel för allobarbital.

Allobarbital, summaformel C10H12N2O3, är ett lugnande och sömngivande preparat som tillhör gruppen barbiturater. Allobarbital är en barbiturat med medellång verkningstid. Alla läkemedel med allobarbital avregistrerades på 1950-talet i Sverige.
Substansen är narkotikaklassad och ingår i förteckning P IV i 1971 års psykotropkonvention, samt i förteckning IV i Sverige.